# Leon Brown
Leon "Stretch" Brown (nacido el 12 de octubre de 1919 en Hastings, Nebraska y fallecido el 14 de octubre de 1990) fue un jugador de baloncesto estadounidense que disputó una temporada en la BAA y otra más en la ABL. Con 1,91 metros de estatura, jugaba en la posición de alero.

## Trayectoria deportiva

### Universidad
Jugó durante su etapa universiaria con los Cowboys de la Universidad de Wyoming, siendo junto a Kenny Sailors y George Nostrand los primeros jugadores de dicha institución en llegar a jugar en la BAA o la NBA.

### Profesional
En 1946 fichó por los Cleveland Rebels de la recién creada BAA, con los que disputó cinco partidos, sin llegar a anotar ni un solo punto. Tras ser cortado, fichó por los Baltimore Bullets, entonces en la ABL, donde jugó 13 partidos, promediando 2,1 puntos.

#### Estadísticas en la BAA

##### Temporada regular
| Temporada | Edad | Equipo           | Liga | Pos. | P | TIT | MIN | TC  | TCA | %TC  | 3P | 3PA | %3P | TL  | TLA | %TL | R.OF. | R.DEF. | REB | ASIS | ROB | TAP | PER | FP  | PTS |
| 1946-47   | 27   | Cleveland Rebels | BAA  |      | 5 |     |     | 0.0 | 0.6 | .000 |    |     |     | 0.0 | 0.0 |     |       |        |     | 0.0  |     |     |     | 0.4 | 0.0 |
| Total     |      |                  | BAA  |      | 5 |     |     | 0.0 | 0.6 | .000 |    |     |     | 0.0 | 0.0 |     |       |        |     | 0.0  |     |     |     | 0.4 | 0.0 |